# Université d'État en technologie de l'information, mécanique et optique de Saint-Pétersbourg ITMO
L'université ITMO (en russe : Университет ИТМО) est une importante université d'État à Saint-Pétersbourg et est l'une des universités nationales de recherche de Russie. L'université  ITMO  est l'une des 15 universités russes sélectionnées par le gouvernement de la fédération de Russie pour faire partie du projet d'excellence universitaire russe  Projet 5-100, afin d'améliorer leur compétitivité internationale parmi les leaders mondiaux de la recherche et de centres éducatifs. Les priorités de recherche de l'université ITMO sont les technologies de l'information et les technologies photoniques.

## Structure

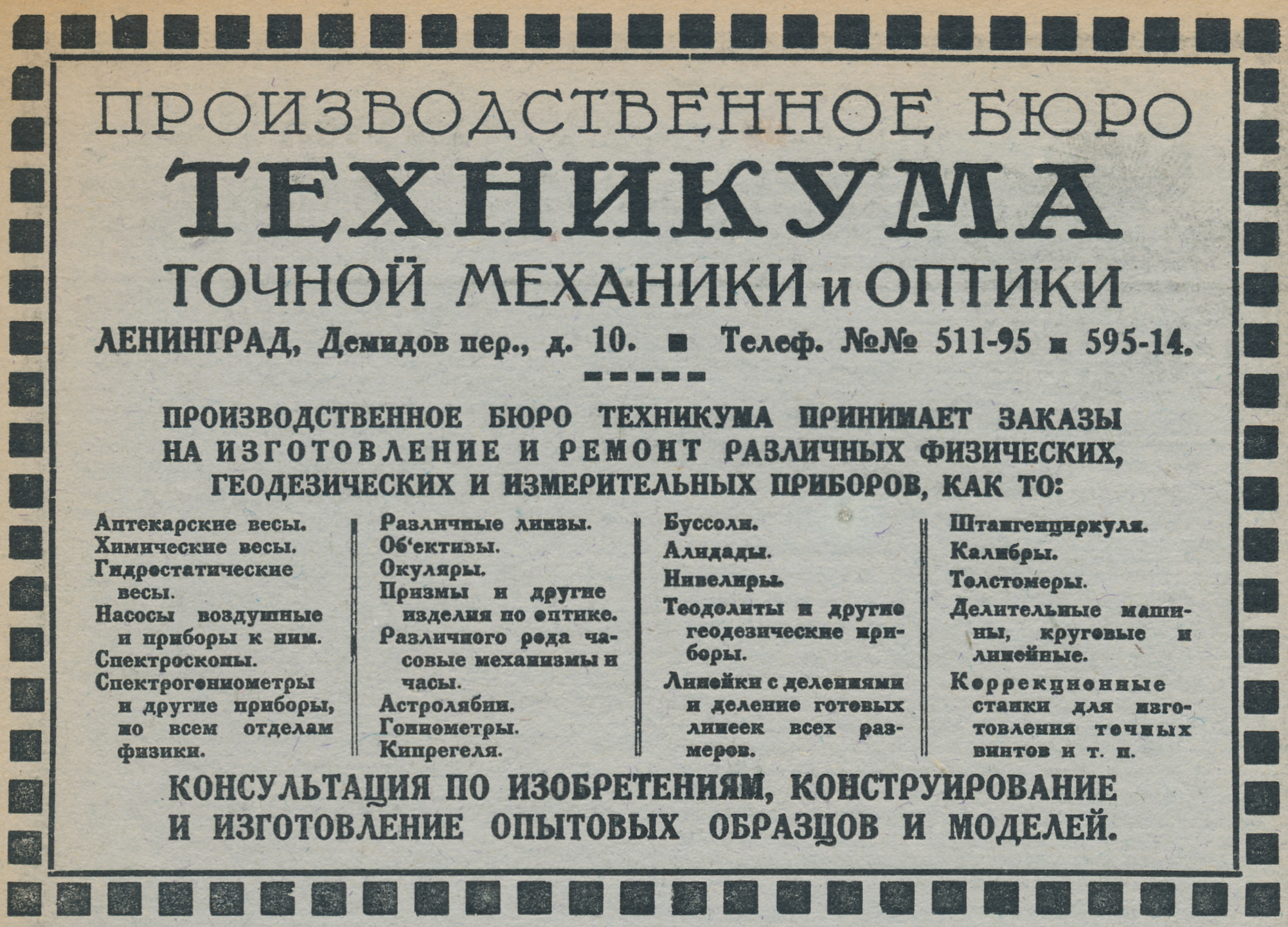
Publicité du bureau de production Collège TMO, 1927

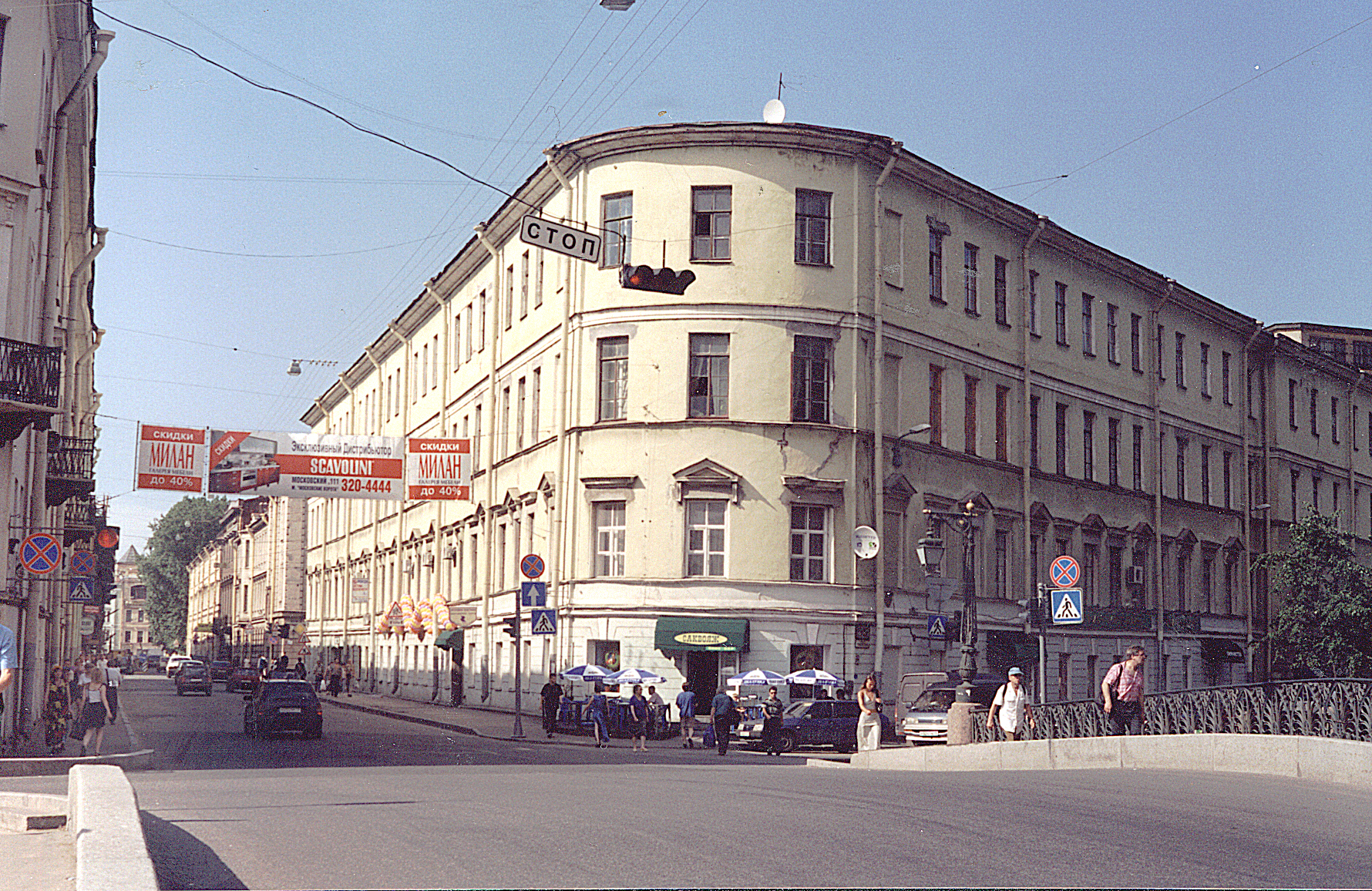
Le premier bâtiment principal LIFMO, 2006

L'université se compose de 18 départements, 7 instituts de recherche et une académie, avec un total de 119 chaires. Au 1er avril 2014, le nombre total d'étudiants est 13 890, avec plus de 900 étrangers. L'université emploie 1 163 enseignants, parmi lesquels plus de 800 docteurs. De nombreux chercheurs et membres de son personnel ont obtenu des bourses du gouvernement et le titre de « travailleur méritant en science » (en russe : Заслуженный деятель науки), titre le plus honorifique en Russie.
Vladimir Vasilyev a été recteur de l'université à partir de 1996.

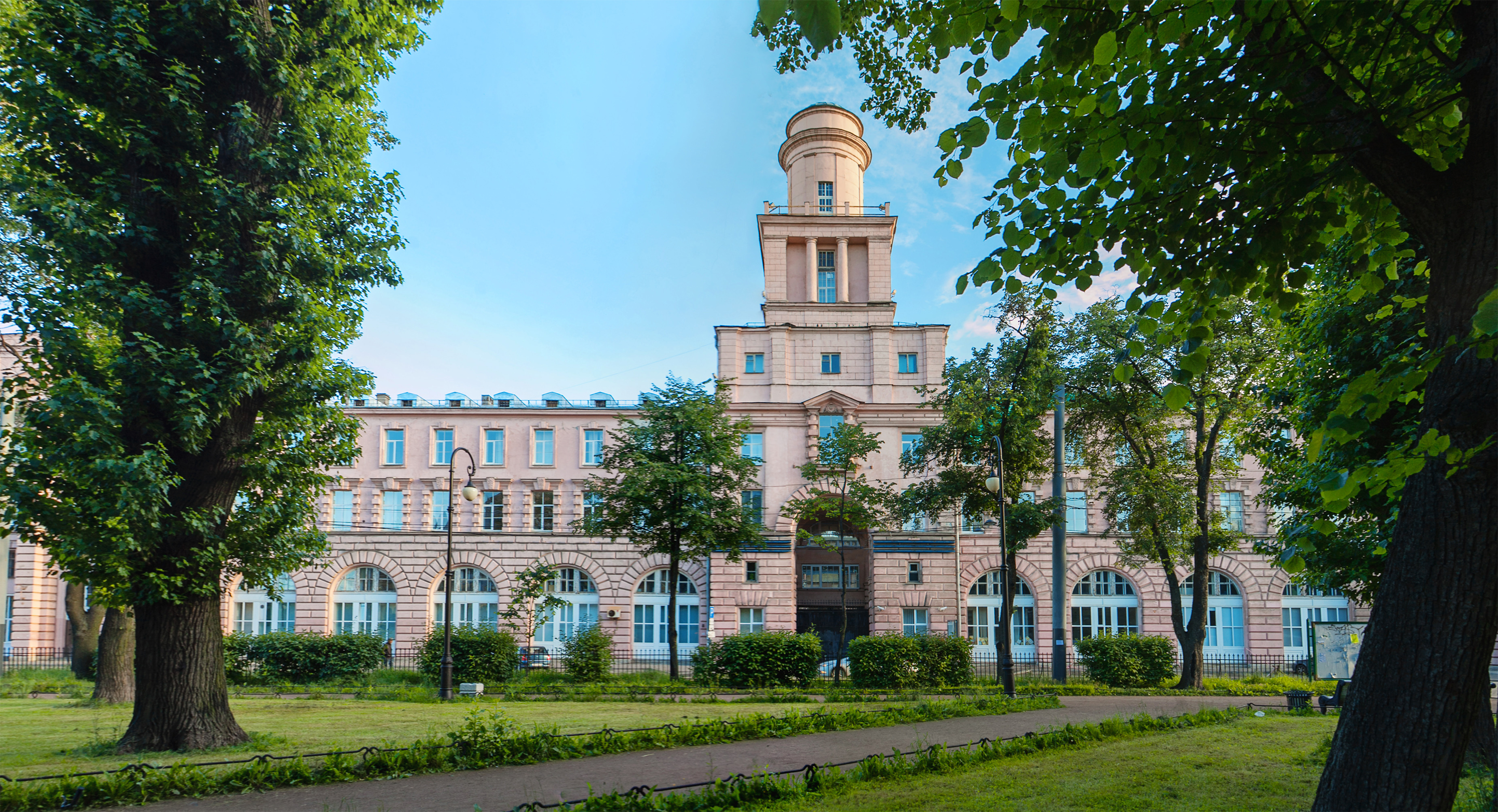
Le bâtiment principal de l'université ITMO, 2015.

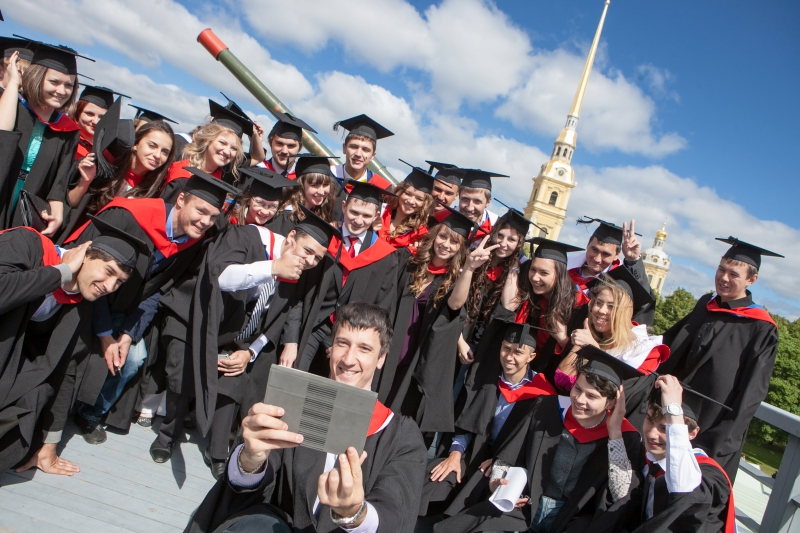
Les meilleurs diplômés sur le bastion de la Forteresse Pierre et Paul, 2014

À l’origine spécialisée en mécanique et en optique, l'ITMO commence une percée en informatique. Les étudiants de l'université dans ce domaine remportent depuis de nombreux concours internationaux. En 2013, un accord stratégique est signé entre le ministère de la Défense et l'université. Le bâtiment compte également un musée de l'holographie, présentant notamment une reproduction de Lénine en 3D ou encore le robot R2D2 de la saga Star Wars.
En 2009, l'université a obtenu le statut d'une université nationale de recherche, et son nom a été modifié en université nationale de recherche ITMO en 2011. En 2013, elle a été sélectionnée pour rejoindre le Projet 5-100.
Depuis 2014, l'université porte le nom d'université ITMO .

## Docteurshonoris causa
- Askar Akaïev, professeur, membre étranger de l'Académie des sciences de Russie (2000), président de la république Kirghize jusqu'en 2005, diplômé de l'LITMO (1968)
- Niklaus Wirth
- Wilfred Joseph Goodman, ancien président de l'Optical Society, la Société américaine d'optique
- Iouri Denissiouk, membre de l'Académie des sciences de Russie, l'un des fondateurs de l' holographie optique
- Robert Elliot Kahn, inventeur des protocoles TCP et IP
- Ilia Klebanov, représentant plénipotentiaire du président
- Bertrand Meyer
- Mikhaïl Miroshnikov, membre correspondant de l'Académie des sciences de Russie
- Gury Timofeïevitch Petrovsky, professeur, directeur général de l'Institut d'optique d'État S. I. Vavilov (1994-2002)
- Dmitry V. Sergeyev, premier vice-gouverneur de Saint-Pétersbourg, diplômé LITMO (1963)
- Bjarne Stroustrup,
- Joseph Feliksberger, Degussa, PCI Augsburg
- Dale Fuller, président de Borland
- Gunter Hyun, université technique d'Ilmenau
- C. A. R. Hoare
- John Edward Hopcroft, université Cornell
- Klaus-Peter Tsoher, université technique d'Ilmenau
- Yang Shichin, recteur du Harbin Institute of Technology